# Langey
För andra betydelser, se Langey (olika betydelser).
Langey är en kommun i departementet Eure-et-Loir i regionen Centre-Val de Loire strax norr om centrala Frankrike. Kommunen ligger i kantonen Cloyes-sur-le-Loir som tillhör arrondissementet Châteaudun. År 2018 hade Langey 355 invånare.

## Befolkningsutveckling
Antalet invånare i kommunen Langey
Referens:INSEE